# Sirens (Album)
Sirens ist das Debütalbum der Power-Metal-Band Savatage aus Florida. Es erschien 1983 über das Musiklabel Combat Records, spätere Wiederveröffentlichungen erfolgten durch Metal Blade.

## Entstehung
Dan Johnson hatte der Band 1982 einen einjährigen Plattenvertrag auf seinem Label Combat Records angeboten. Dem ersten Album ging in dieser Kooperation das Demo City Beneath the Surface voran, welches die Band noch unter dem Namen Avatar veröffentlichte. Aufgrund eines Konflikts um Namensrechte mit einer anderen Band musste sich die Band umbenennen, der Vorschlag Savatage kam von Criss Olivas Freundin und späterer Ehefrau Dawn Hopkins. Unter dem neuen Namen nahm die Band zunächst ein unbetiteltes Demo auf, auf dem bereits einige Kompositionen des späteren Debütalbums enthalten waren.
Genau wie bei der EP fanden die Aufnahmen in den Morrisound-Studios in Tampa statt, wo sie vom Studiobesitzer Jim Morris abgemischt wurden. Die Aufnahmen wurden noch 1982 fertiggestellt, dauerten insgesamt drei Tage und kosteten lediglich 2.500 Dollar. In denselben Aufnahmesessions wurden auch die Lieder der folgenden EP The Dungeons Are Calling eingespielt. Die Veröffentlichung erfolgte am 1. November 1983.
Auf der vorherigen Demo-EP fanden sich mit Sirens, Twisted Little Sister und Out on the Streets drei Lieder des Debütalbums, sodass damals hauptsächlich neues Material auf dem Album zu finden war. Die übrigen Lieder wurden 1984 auf der The Dungeons Are Calling-EP veröffentlicht. Alle Lieder wurden von Jon  und Criss Oliva komponiert.

## Titelliste
1. Sirens – 3:40
2. Holocaust – 4:36
3. I Believe – 5:28
4. Rage – 2:40
5. On The Run – 3:31
6. Twisted Little Sister – 3:38
7. Living For The Night – 3:20
8. Scream Murder – 3:50
9. Out On The Streets – 5:11

Es existieren verschiedene Neuauflagen. Zuerst erschien 1988 eine CD-Ausgabe von Music for Nations, welche das Album und das nachfolgende The Dungeons are Calling auf einer CD vereinigte. Weitere Verbreitung gefunden haben die Neuauflagen von Metal Blade aus den Jahren 1994 („features lost Savatage tracks“) und 2002 („Silver Anniversary Collectors Edition“). Beide Ausgaben enthielten Bonustracks:
Ausgabe von 1994:
1. Lady in Disguise – 4:36
2. The Message – 3:38

Silver Edition:
1. Target – 4:20 (Demo zum Gutter Ballet-Album)
2. Living on the Edge of Time – 3:55

Zusätzlich ist ein Hidden Track unter der Titelnummer 99 enthalten.

## Bedeutung der Lieder
- Sirens spielt auf die Sirenen aus der griechischen Mythologie an.
- Holocaust handelt von der Angst vor einem mit ABC-Waffen geführten Krieg.
- I Believe erzählt eine Science-Fiction-Geschichte von Außerirdischen, die ihren aufgrund von Umweltverschmutzung und Atmokriegen dem Untergang geweihten Planeten verlassen müssen und schließlich auf der vor ähnlichen Problemen stehenden Erde landen.
- Living for the Night thematisiert Musik als identitätsstiftende Realitätsflucht angesichts der politischen Ohnmacht.

## Wirkung und Rezeption
Die deutsche Zeitschrift Rock Hard nennt das Album rückblickend schlicht „ein[en] Klassiker der Metalgeschichte“ ().
Langfristig avancierten vor allem der Titelsong und Holocaust zu Bandklassikern und standen noch Jahrzehnte später auf dem Liveprogramm; Sirens selbst wurde sogar noch auf der letzten Tournee der Band 2002 gespielt. 1986 wurde für das Album Fight for the Rock das Lied Out on the Streets neu aufgenommen. Auf dem gleichen Album findet sich noch ein Lied, das wie der Bonustrack der 1994er-Neuauflage Lady in Disguise heißt. Kurioserweise handelt es sich dabei aber um ein ganz anderes Stück.